# رسوایی جنسی تیم ملی دو و میدانی ایران در کره جنوبی
رسوایی جنسی تیم ملی دو و میدانی ایران در کره جنوبی ۲۰۲۵ به یک حادثه جنجالی اشاره دارد که در ۳۱ مه ۲۰۲۵ در جریان رقابت‌های قهرمانی دو و میدانی آسیا در شهر گومی، کره جنوبی رخ داد. در این رویداد، دو ورزشکار و یک مربی از تیم ملی ایران به اتهام تجاوز جنسی گروهی به یک زن جوان کره‌ای بازداشت شدند. این حادثه بازتاب گسترده‌ای در رسانه‌های داخلی و بین‌المللی داشت و با واکنش‌های انتقادی نسبت به مدیریت کاروان ورزشی ایران همراه شد.

## پیش‌زمینه
مسابقات قهرمانی دوومیدانی آسیا ۲۰۲۵ از تاریخ ۲۹ مه تا ۳ ژوئن در شهر گومی کره جنوبی برگزار شد. ایران نیز با ترکیبی از ورزشکاران، مربیان و مسئولان فدراسیون به این مسابقات اعزام شد. تیم ملی ایران پیش از این در چندین دوره مسابقات آسیایی مدال‌هایی کسب کرده بود و انتظار عملکرد مثبتی از آن می‌رفت.

## شرح ماجرا
در شامگاه ۳۰ مه ۲۰۲۵، سه عضو تیم ایران، امیر مرادی، مسعود کامران و مربی حسین رسولی، با زنی ۲۰ ساله در یک میخانه آشنا شده و او را به هتل محل اقامت خود دعوت کردند. به گفته پلیس کره جنوبی، این زن مدعی شد که مورد تجاوز جنسی گروهی قرار گرفته است.
او با استفاده از تلفن همراه خود، موقعیت مکانی را از داخل حمام برای پلیس ارسال کرد. پلیس کره جنوبی بلافاصله وارد عمل شد و مظنونان را در محل حادثه بازداشت کرد. این افراد تحت بازجویی قرار گرفتند و تحقیقات رسمی آغاز شد.

## واکنش‌ها

### کره جنوبی
پلیس گومی اعلام کرد که تحقیقات با حضور مترجم رسمی در حال انجام است.
رسانه‌های کره‌ای خبر را با عنوان «تجاوز گروهی ورزشکاران ایرانی به زن کره‌ای» منتشر کردند و خواستار پیگیری قضایی جدی شدند.

### ایران
با گسترش خبر در رسانه‌های جهانی، وزارت ورزش ایران هیأتی را برای بررسی موضوع به کره جنوبی اعزام کرد.
مردم در تجمعی خواستار برکناری احسان حدادی رئیس فدراسیون دو و میدانی شدند.

## پیگرد قانونی
قانون مجازات کره جنوبی در مورد تجاوز جنسی گروهی، مجازات‌هایی تا هفت سال زندان در نظر می‌گیرد. مظنونان ایرانی فعلاً در بازداشت موقت به‌سر می‌برند و روند رسیدگی قانونی ادامه دارد. سفارت ایران در سئول نیز به موضوع ورود کرده است.
با وجود گستردگی و تجارت میلیارد دلاری تن‌فروشی در کره جنوبی، طبق قانون اساسی این کشور، این کار غیرقانونی بوده و برای هر دو طرف درگیر، مجازات در پی دارد.